# Fray Bentos
Fray Bentos je město ve východní části Uruguaye, v departementu Río Negro na levém břehu řeky Uruguay. Založeno bylo oficiálně 16. dubna 1859, přestože jeho původ je starší než toto datum. Jeho původní název byl „Villa Independista“, ale v roce 1900 byl změněn na „Fray Bentos“. Zdejší přístav je dostupný pro zámořské lodě, v blízkosti města se nachází most Puente Libertador General San Martín - jeden ze tří suchozemských hraničních přechodů mezi Argentinou a Uruguayí. Nachází se zde i továrna na zpracování celuózy UPM, jejíž výstavba a provoz vyvolaly diplomatickou roztržku mezi Uruguayí a sousední Argentinou. Žije zde 24 406 osob.

## Historie
V roce 1863 byl v blízkosti města otevřen průmyslový areál firmy „Liebig's Extract of Meat Company“, ve kterém se zpracovávalo hovězí a další maso z okolních rozlehlých pastvin Uruguaye, Argentiny i Paraguaye. Hlavním výrobkem byl masový extrakt získávaný pomocí chemického procesu, který vynalezl německý chemik Justus von Liebig. Kromě masového extraktu se zde vyráběly i masové konzervy a další produkty, které byly exportovány do celého světa (především Evropy). Na konci 19. století zde pracovalo 10 000 lidí. V těsné blízkosti areálu vznikla městská část Barrio Anglo pro zaměstnance. V roce 1924 se zdejší zpracovna přejmenovala na „Frigorífico Anglo del Uruguay“. Během 2. světové války byly produkty z Fray Bentos masivně distribuovány mezi spojenecké armády. Roku 1979 byl průmyslový areál uzavřen. Od roku 2015 je celý areál zpracovny a okolní zástavba zapsán na seznamu světového kulturního dědictví UNESCO.

## Fotogalerie

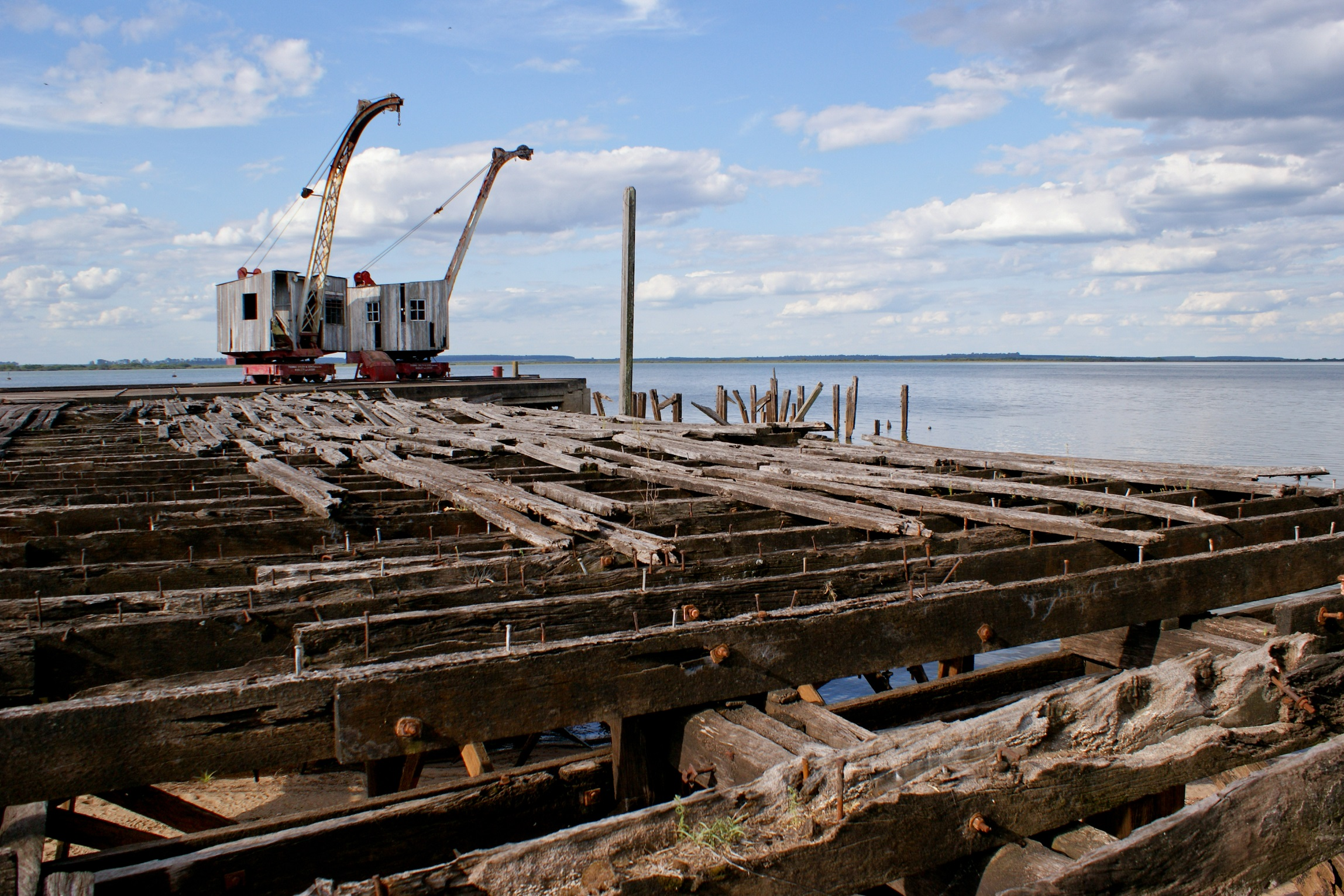
přístaviště Anglo puerto
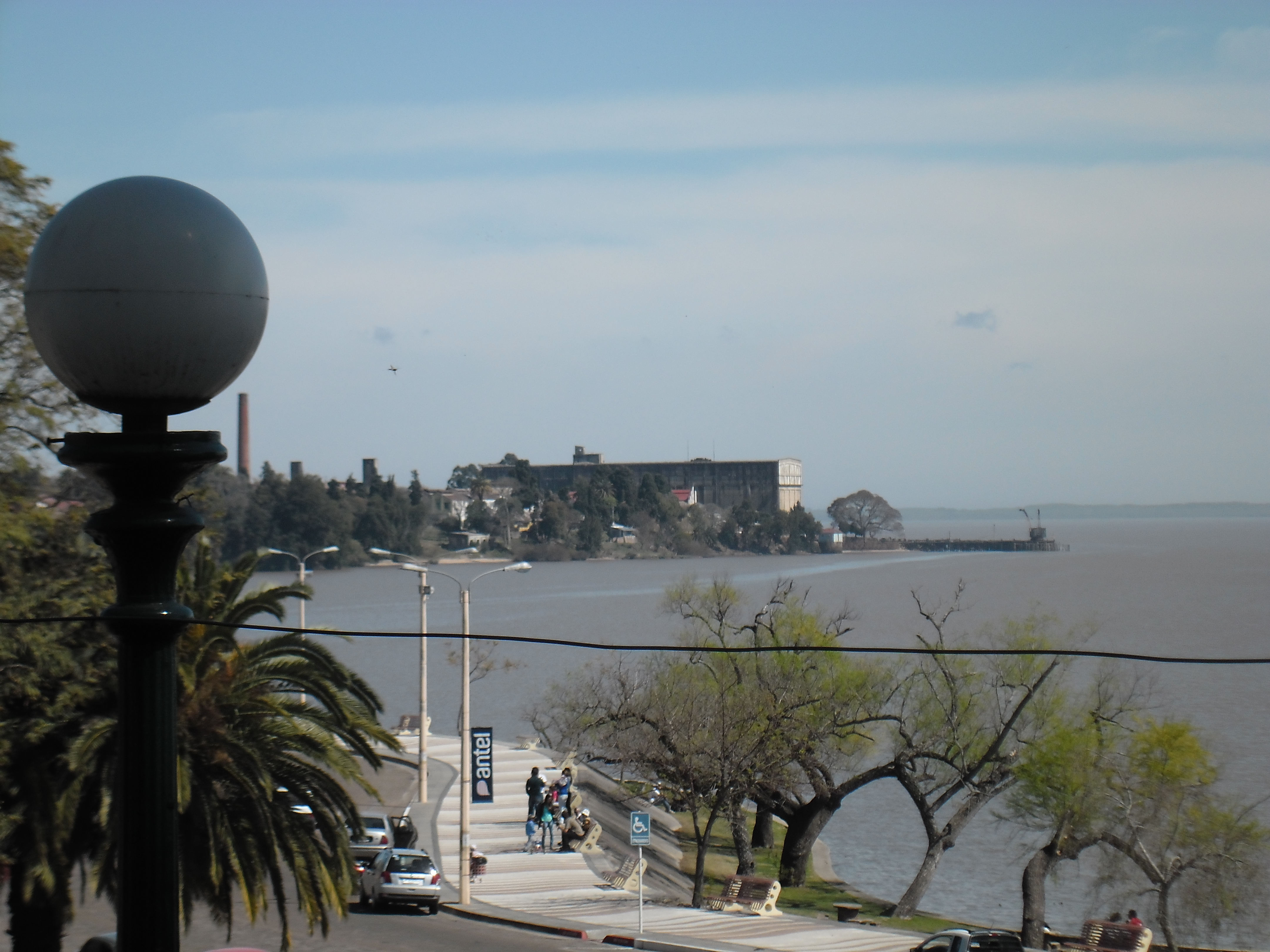
pohled na areál Anglo
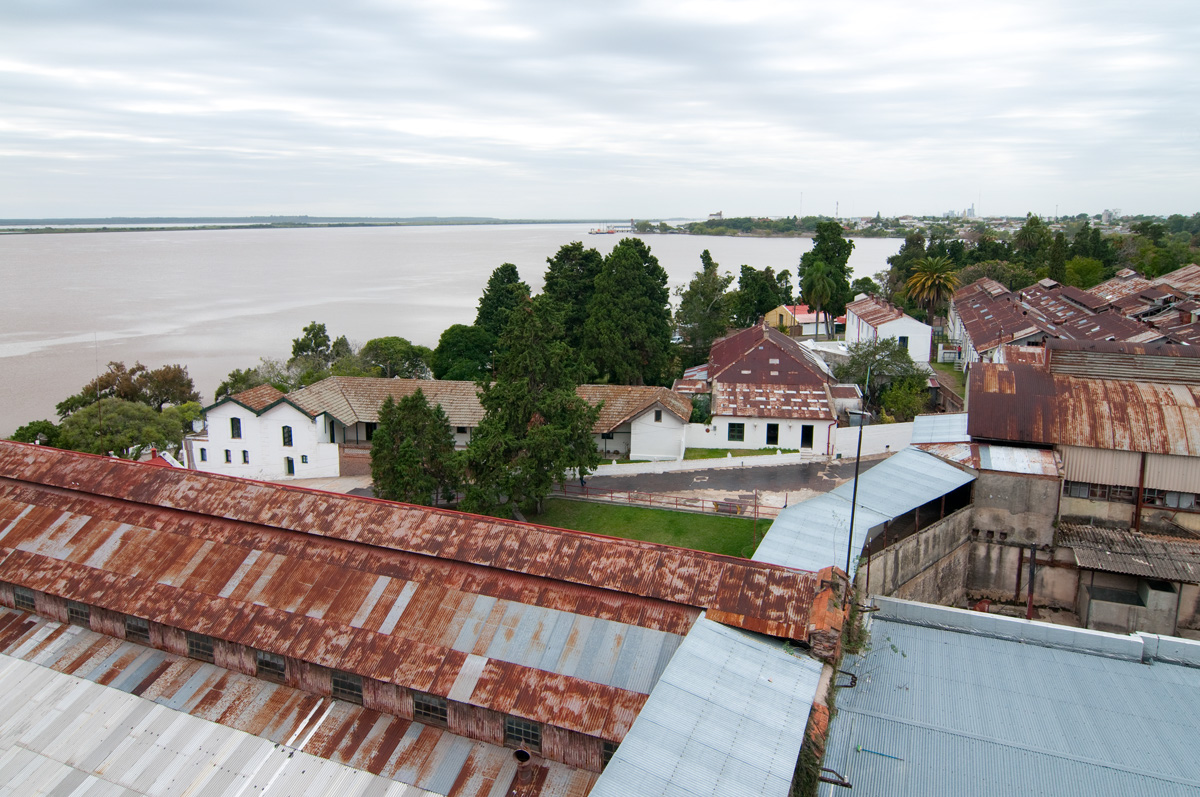
městská čtvrť Anglo